# Rafflesien
Die Rafflesien (Rafflesia) sind eine Pflanzengattung innerhalb der Familie der Rafflesiengewächse (Rafflesiaceae). Sie gelten als die größten und übelriechendsten Blumen der Welt. Die bekannteste Art, die Riesenrafflesie (Rafflesia arnoldii), bildet die größten Blüten im Pflanzenreich.

## Beschreibung und Ökologie

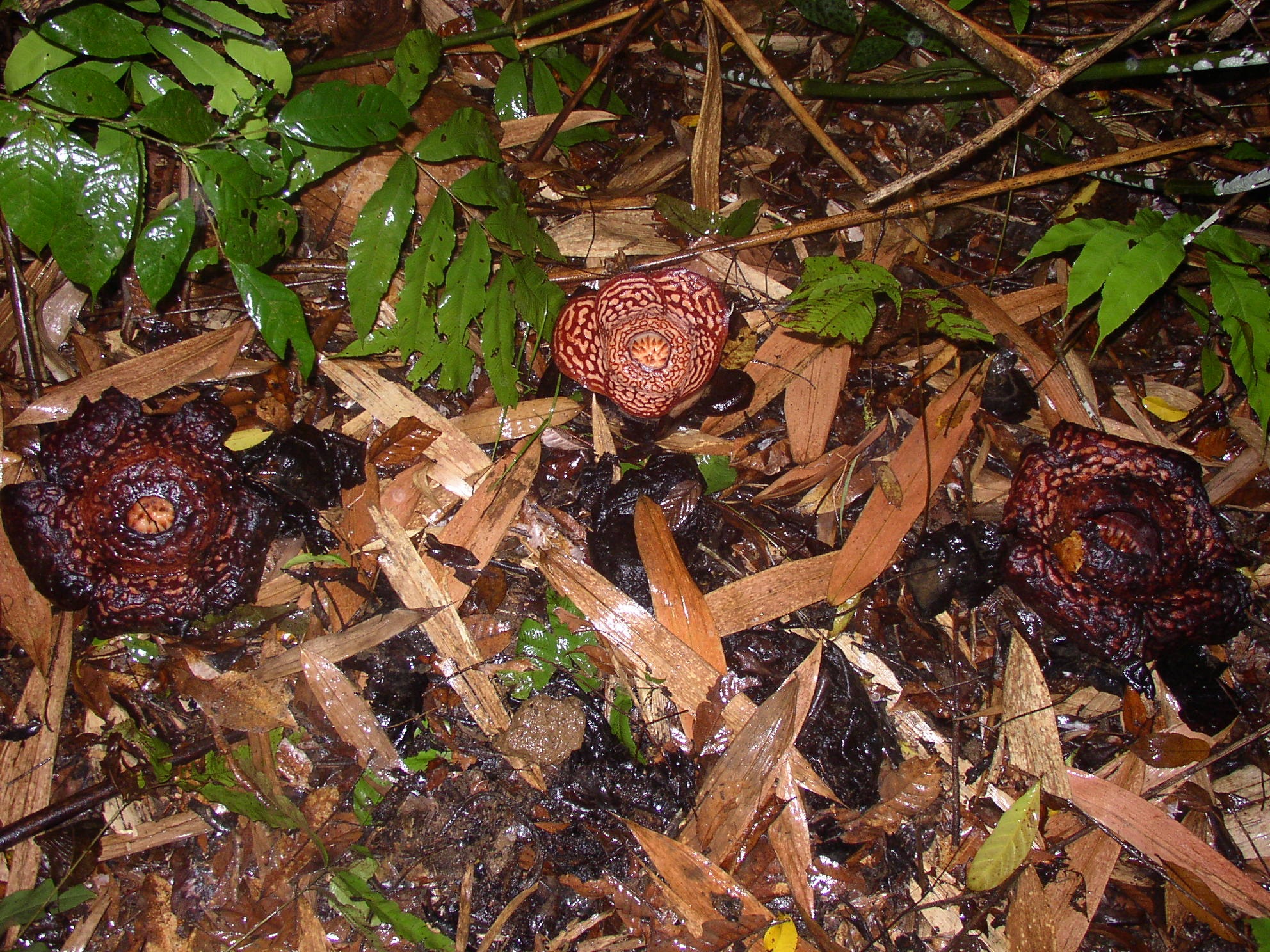
Rafflesia spec. auf Borneo

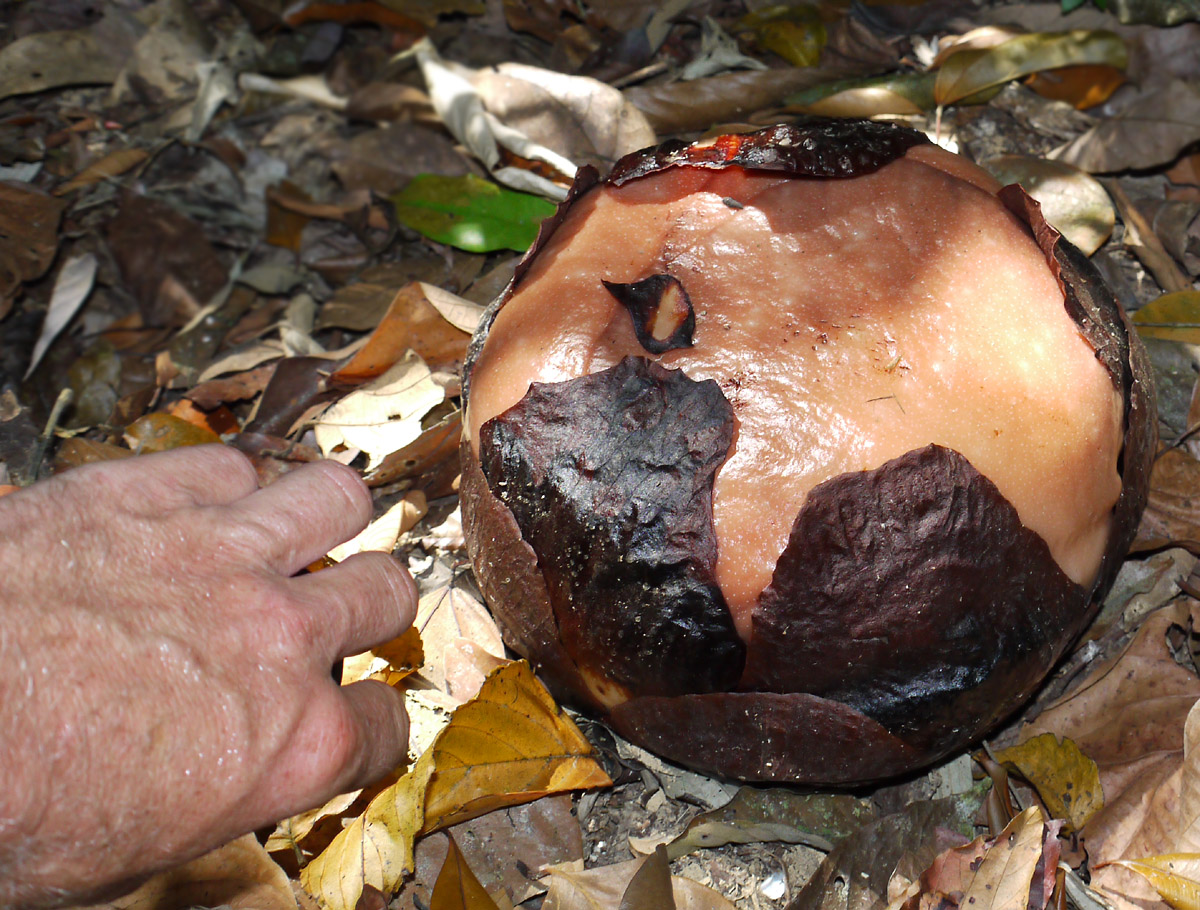
Rafflesia kurz vor der Blüte, Khao Sok (Thailand)

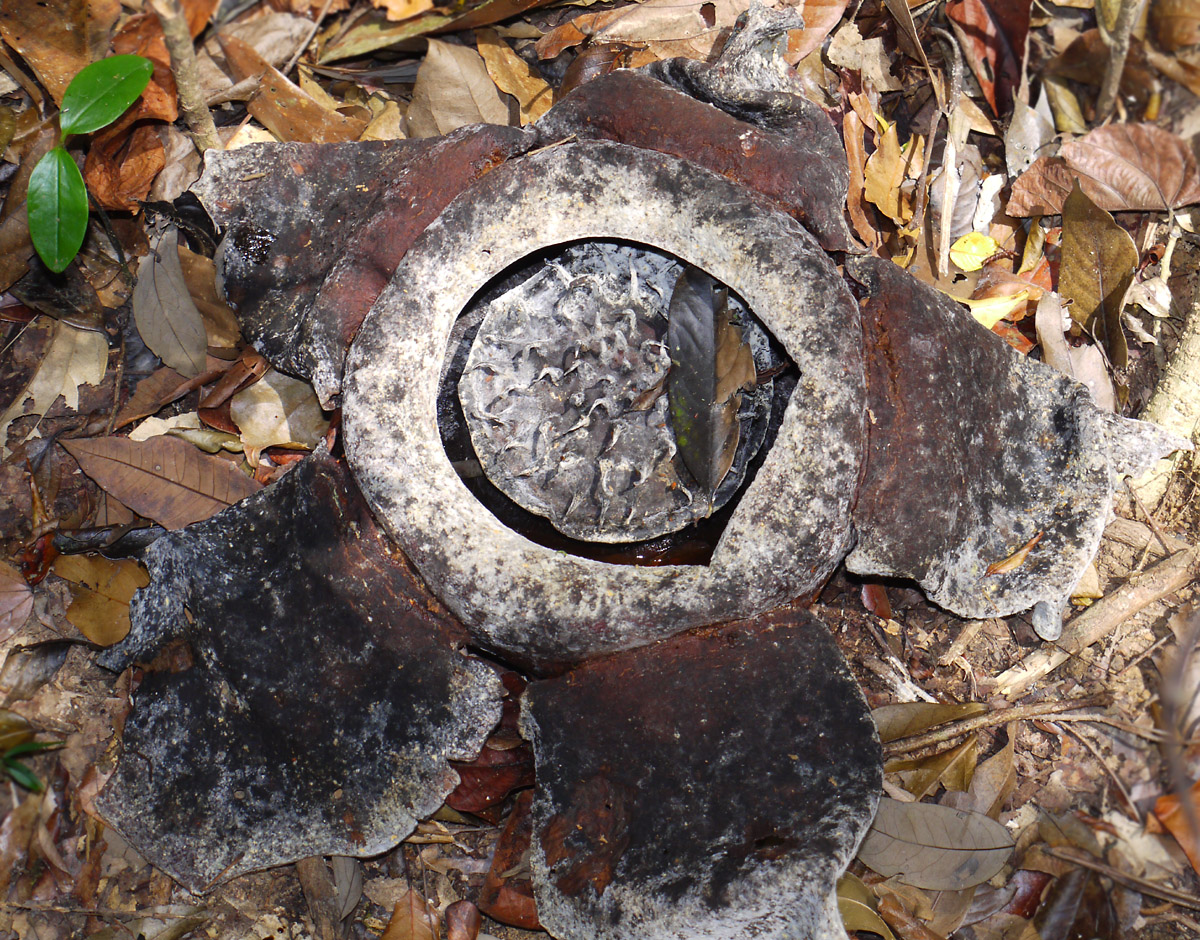
Rafflesia verblüht, Khao Sok (Thailand)

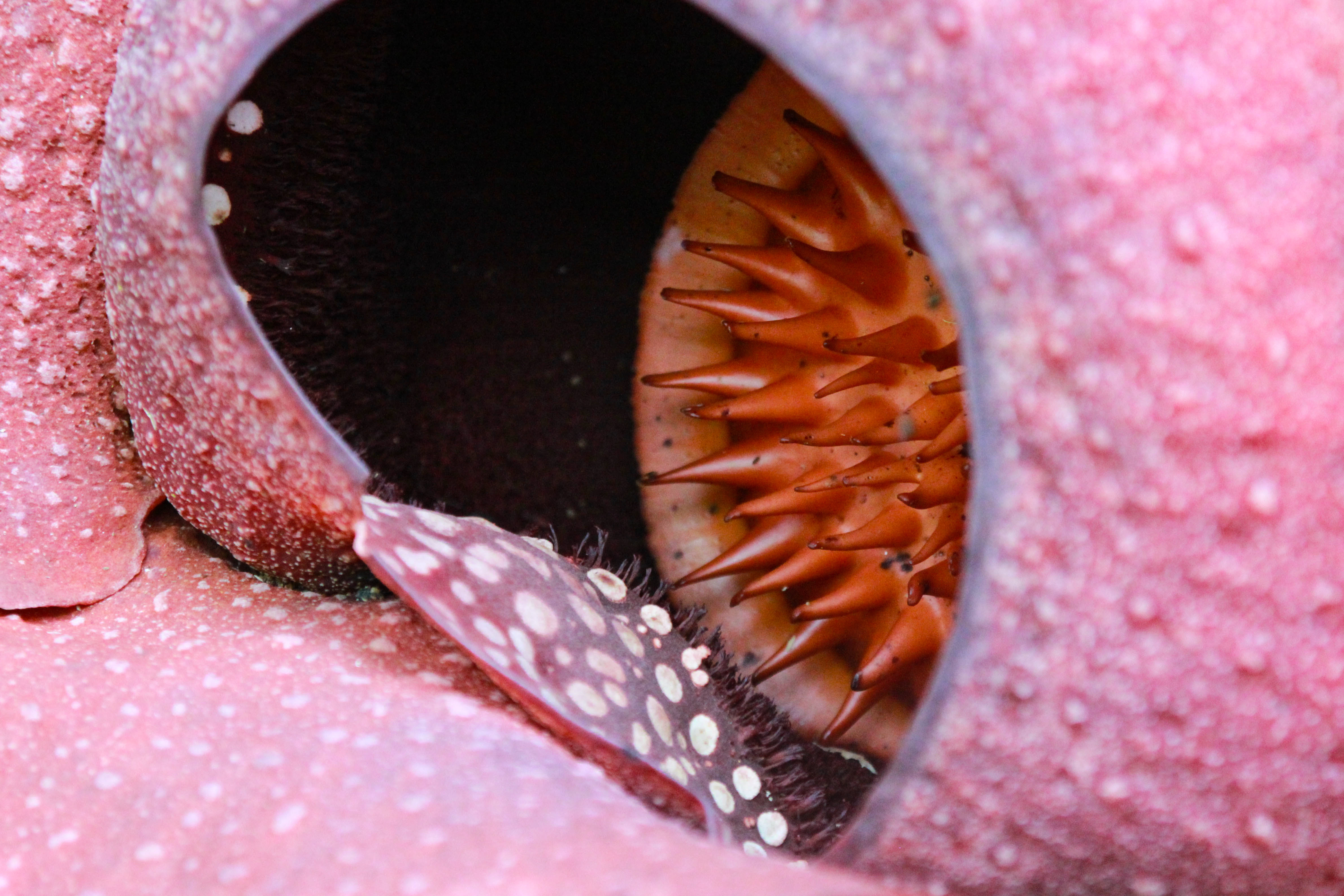
Detailaufnahme der Blüte

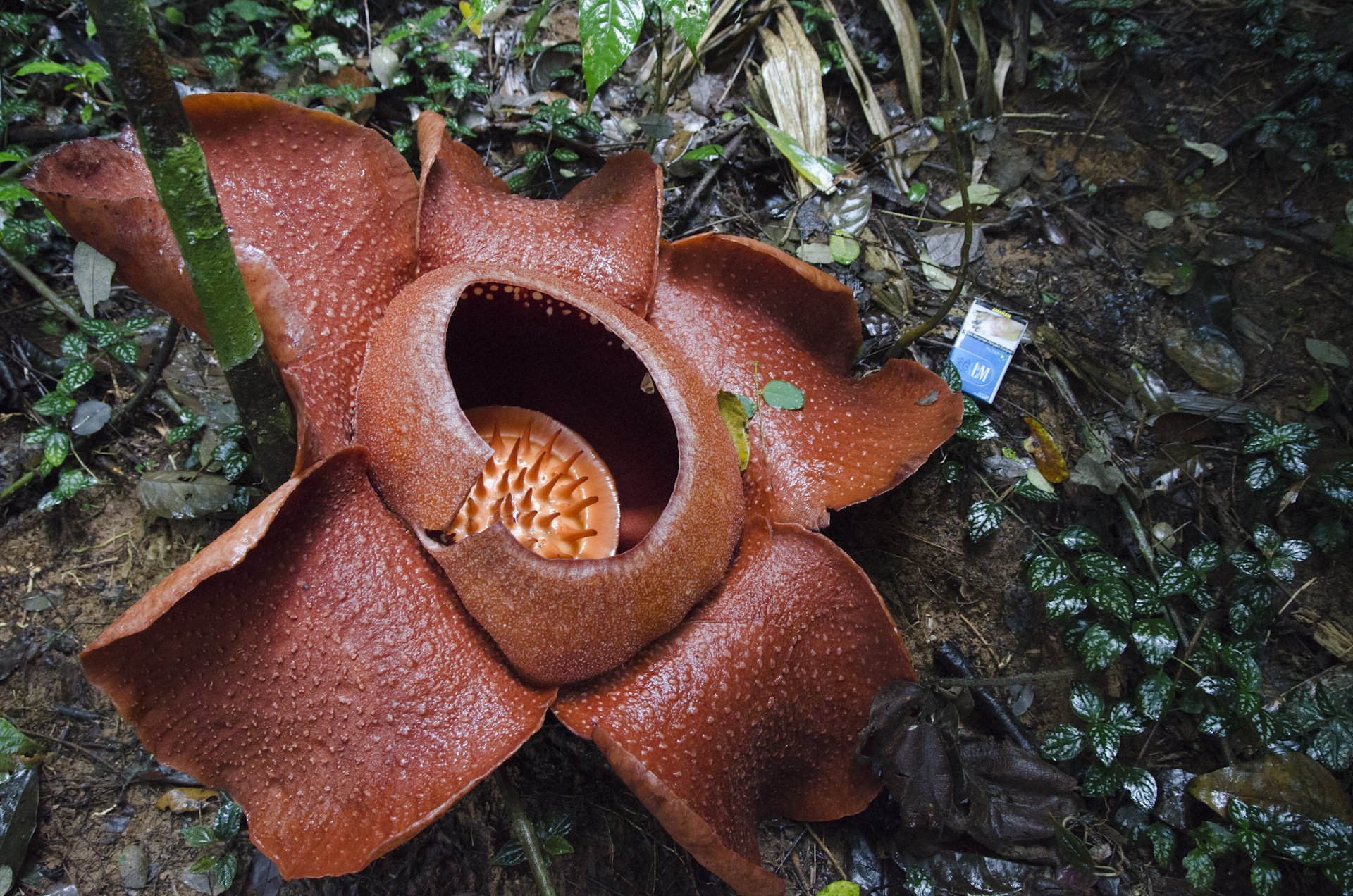
Rafflesia Kelantanesis Gan, Cameron Highlands (Zigarettenschachtel zum Vergleich)

Die Pflanzen sind Vollschmarotzer, die mit Ausnahme der Blüten vollständig innerhalb ihrer Wirtspflanze leben. Dort bestehen sie lediglich aus einem myzelartigen, mit Haustorien durchsetzten Geflecht. Wurzeln, Sprosse und Laubblätter werden nicht ausgebildet. Die spezifischen Wirtspflanzen sind Arten der Lianen bildenden Gattung Tetrastigma aus der Familie der Weinrebengewächse (Vitaceae). Die Blüte ist nur kurzlebig und zerfällt nach ein paar Tagen zu schwarzem, zähem Schleim.
Rafflesien sind zweihäusig getrenntgeschlechtig (diözisch). Die außerhalb des Wirtes gebildeten Blüten liegen in der Regel dem Boden auf, erscheinen aber auch bis in etwa 1 Meter Höhe. Direkt unter ihnen befinden sich kleine Schuppen, die vielleicht reduzierte Hoch- oder Kelchblätter darstellen. Die Blütenhülle besteht aus fünf ledrigen, bis 1 Zentimeter dicken Kronblättern. Im voll entwickelten Zustand beträgt der Durchmesser der Blüten je nach Art zwischen 13 Zentimeter und knapp einem Meter. In Farbe und stinkendem Geruch ahmen sie Aas nach und locken so Insekten, vorwiegend Fliegen, zur Bestäubung an. Die zentrale Säule der männlichen Blüten hat Öffnungen, durch die Bestäuber in die Blüte gelangen können. Durch durchscheinende Fenster und reusenartig aufgestellte Haare geleitet, gelangen die Insekten dort in eine Position, in der ihnen die in einer zähen Flüssigkeit befindlichen Pollen angeheftet werden. Um in die weiblichen Blüten zu gelangen, müssen sich die Bestäuber durch einen Spalt zwängen, in dem die Pollen an der Narben abgestreift werden. Es sind also nur Insekten einer bestimmten Größe als Bestäuber geeignet. Früchte werden nur selten gebildet, benötigen etwa ein Jahr bis zur Reife und können mehrere tausend Samen enthalten. Ihre Ausbreitung erfolgt vermutlich durch Nagetiere (Hörnchen; Zoochorie).

## Ökosystem
Die hoch spezialisierten Pflanzen sind nur selten in der Natur zu finden und gelten, da sie auf ein komplex funktionierendes Ökosystem angewiesen sind, mit allen Arten als gefährdet.
- Sie sind, je nach Art, auf ganz bestimmte Wirtspflanzen angewiesen. Werden die Wirte durch Abholzung, durch „Aufräumen“ oder durch zu starke Begehung des Waldes beseitigt oder geschädigt, können sich die Rafflesien nicht entwickeln.
- Die Blüten benötigen ein gleichmäßig warmes und feuchtes Klima. Zu geringe Feuchtigkeit lässt sie vorzeitig austrocknen, zu hohe Feuchtigkeit vorzeitig verfaulen.
- Die Blüten benötigen mehrere Monate (bis zu einem Jahr) zur Entwicklung, halten dann jedoch nur wenige (4 bis 7) Tage. Hierdurch ist die Wahrscheinlichkeit, dass eine männliche Blüte und eine in der Nähe gelegene weibliche Blüte gleichzeitig geöffnet sind, sehr gering.
- Die Blüten können nur durch Insekten einer bestimmten Größe bestäubt werden. Diese wiederum sind auch auf ein funktionierendes Ökosystem angewiesen, in dem (durch Raubtiere hinterlassenes) Aas vorkommt, das sie zu ihrer Fortpflanzung benötigen.
- Auch die die Samen verbreitenden Nagetiere benötigen ein funktionierendes Ökosystem, in dem sie beispielsweise ausreichend Schutz und Futter finden.

Da die Blüten durch ihre Größe eine hohe Aufmerksamkeit erregen, ist inzwischen ein Rafflesien-Tourismus zu bekannten Standorten entstanden. In einigen Fällen hat diese dazu geführt, dass zur Erhaltung der durch den Tourismus entstanden Einkommensquelle Schutzmaßnahmen wie Einzäunungen und Abholzverbote getroffen wurden. Nach einer Studie unter Führung der Universität Oxford sind alle 42 bekannten Arten stark bedroht, 25 Arten seien vom Aussterben bedroht, 15 seien stark gefährdet und zwei seien gefährdet.

## Systematik und Verbreitung
Die Gattung Rafflesia wurde durch Robert Brown aufgestellt. Der wissenschaftliche Gattungsname Rafflesia ehrt ihren Entdecker, den britischen Kolonialbeamten und Naturforscher Sir Thomas Stamford Raffles (1781–1826).
Das Verbreitungsgebiet der Rafflesien erstreckt sich in Südostasien von der Malaiischen Halbinsel (Thailand, Malaysia) über Sumatra und Java (Indonesien) und Borneo (Malaysia, Indonesien, Brunei) bis zu den Philippinen. Die Pflanzen wachsen dort in tropischen Regenwäldern auf Höhenlagen von 500 bis 700 Metern.
Da die Pflanzen außer den Blüten keine Organe haben, die eine vergleichende Betrachtung zulassen, war die systematische Stellung der Gattung Rafflesia bisher unklar. Sie wird traditionell in einer eigenen Pflanzenfamilie Rafflesiaceae geführt. DNA-Analysen haben ergeben, dass Rafflesia und ihre Verwandten an der Basis des Stammbaumes der Wolfsmilchgewächse (Euphorbiaceae) abzweigen. Die Verwandtschaftsverhältnisse lassen sich durch das nachfolgende Kladogramm illustrieren:
|  | \| \| Rafflesia \| \| \| \| \| \| Rhizanthes \| \| \| \| |
|  |                                                          |
|  | Sapria                                                   |
|  |                                                          |
|  | Rafflesia                                                |
|  |                                                          |
|  | Rhizanthes                                               |
|  |                                                          |

|  | Rafflesia  |
|  |            |
|  | Rhizanthes |
|  |            |

|  | \| \| Rafflesia \| \| \| \| \| \| Rhizanthes \| \| \| \| |
|  |                                                          |
|  | Sapria                                                   |
|  |                                                          |
|  | Rafflesia                                                |
|  |                                                          |
|  | Rhizanthes                                               |
|  |                                                          |

|  | Rafflesia  |
|  |            |
|  | Rhizanthes |
|  |            |

|  | \| \| Rafflesia \| \| \| \| \| \| Rhizanthes \| \| \| \| |
|  |                                                          |
|  | Sapria                                                   |
|  |                                                          |
|  | Rafflesia                                                |
|  |                                                          |
|  | Rhizanthes                                               |
|  |                                                          |

|  | Rafflesia  |
|  |            |
|  | Rhizanthes |
|  |            |

|  | \| \| Rafflesia \| \| \| \| \| \| Rhizanthes \| \| \| \| |
|  |                                                          |
|  | Sapria                                                   |
|  |                                                          |
|  | Rafflesia                                                |
|  |                                                          |
|  | Rhizanthes                                               |
|  |                                                          |

|  | Rafflesia  |
|  |            |
|  | Rhizanthes |
|  |            |

Das Forschungsergebnis ist deshalb so überraschend, da im deutlichen Gegensatz zu den Rafflesiengewächsen bei den Wolfsmilchgewächsen eine Tendenz zur Verkleinerung der Blüten zu beobachten ist, die in der Gattung Euphorbia mit winzigen, einzelnen nackten Staubfäden und einzelnen nackten Fruchtknoten ein Extrem erreicht.

### Arten
Die seit Meijer 1997 etwa 20 Arten unterscheiden sich durch Größe, Form, Farbe und Textur ihrer Blüten. Die übrigen Organe, also das in den Wirtspflanzen wachsende Geflecht, wurden bisher kaum vergleichend untersucht.
Hier eine Auswahl der Arten:
- Rafflesia arnoldii (Riesenrafflesie) R.Br. (Syn. Rafflesia titan Jack): Borneo: Sarawak, Malaysia und W Kalimantan, Indonesien
  - Rafflesia arnoldii var. atjehensis (Koord.) Meijer (Syn. Rafflesia atjehensis Koord.): Bengkulu, Sumatra, Indonesien
- Rafflesia azlanii Latiff & M.Wong (Syn. Rafflesia hasseltii Suring.): Zentrales Sumatra, Indonesien und Halbinsel von Malaysia
- Rafflesia baletei Barcelona & Cajano: Philippinen
- Rafflesia banahaw Barcelona, Pelser & Cajano: Luzon, Philippinen
- Rafflesia borneensis Koord.: Borneo: Sekerat Mts., nordöstliches Kalimantan, Indonesien
- Rafflesia cantleyi Solms: Halbinsel von Malaysia und Tioman, Malaysia
- Rafflesia ciliata Koord.: Borneo: Sekerat Mts., nordöstliches Kalimantan, Indonesien
- Rafflesia gadutensis Meijer: Westküste von Sumatra and Bengkulu, Indonesien
- Rafflesia keithii Meijer: Borneo: Sabah, Malaysia und östliches Kalimantan, Indonesien
- Rafflesia kerrii Meijer: Halbinsel von Thailand und Malaysia[5]
- Rafflesia manillana Teschem. (Syn. Rafflesia cumingii R.Br., Rafflesia lagascae Blanco, Rafflesia philippensis Blanco): Luzon, Philippinen
- Rafflesia micropylora Meijer: Nördliches Sumatra, Indonesien
- Rafflesia mira Fernando & Ong (Syn. Rafflesia magnifica Madulid, Tandang & Agoo): Mindanao, Philippinen
- Rafflesia patma Blume (Syn. Rafflesia horsfieldii R.Br., Rafflesia zollingeriana Koord.): Java, Indonesien
- Rafflesia pricei Meijer: Borneo: Brunei; Sabah und nördliches Sarawak, Malaysia und Kalimantan, Indonesien
- Rafflesia rochussenii Teijsm. & Binn.: Westliches Java und Sumatra, Indonesien
- Rafflesia schadenbergiana Goepp. ex Hieron.: Mindanao, Philippinen
- Rafflesia speciosa Barcelona & Fernando: Panay, Philippinen
- Rafflesia tengku-adlinii Mat-Salleh & Latiff: Borneo: Sabah, Malaysia
- Rafflesia tuan-mudae Becc.: Borneo: Westliches Sarawak, Malaysia

Seit 2010 wurden folgende Arten als neu beschrieben:
- Rafflesia camarinensis F.B.Valenz., Jaucian-Adan, Agoo & Madulid 2017
- Rafflesia consueloae Galindon, Ong & Fernando 2016
- Rafflesia kemumu Susatya, Hidayati & Riki 2017
- Rafflesia lawangensis Mat-Salleh, Mahyuni & Susatya 2010
- Rafflesia meijeri Wiriad. & Sari 2010
- Rafflesia mixta Barcelona, Manting, Arbolonio, R.B.Caball. & Pelser 2014
- Rafflesia parvimaculata Sofiyanti, K.Mat-Salleh, Khairil, Zuhailah, Mohd.Ros. & Burslem 2016
- Rafflesia sharifah-hapsahiae J.H.Adam, R.Mohamed, Aizat-Juhari & K.L.Wan 2013
- Rafflesia tiomanensis Siti-Munirah, Salamah & Razelan 2021[7]
- Rafflesia verrucosa Balete, Pelser, Nickrent & Barcelona 2010

Eine weitere Art wurde nach einer einzelnen Knospe beschrieben. Es bleibt zu prüfen, ob tatsächlich eine eigene Art vorliegt:
- Rafflesia witkampi Koord.: Borneo: Sekerat Mts., nordöstliches Kalimantan, Indonesien